# Alhaji Momodo Njie
Alhaji Momodo Njie   (Banjul, 30 de març de 1948 - Dakar, 19 de juliol de 2020), conegut com a Biri Biri, fou un futbolista gambià de la dècada de 1970.
Jugava d'extrem dret. Destacà com a jugador del Sevilla FC durant cinc temporades, i del Herfølge Boldklub a Dinamarca.
També fou jugador de la selecció de Gàmbia.
El grup d'animació del Sevilla Biris Norte rep el nom en honor seu.